# روبيا باندا
روبيا بويزاني باندا (بالإنجليزية: Rupiah Banda)‏، ولد في 13 فبراير 1937م هو سياسي زامبي أصبح رئيسًا لزامبيا منذ العام 2008م.
خلال فترة رئاسة كينيث كاوندا، شغل السيد باندا مناصب دبلوماسية رفيعة وكان عضوا نشطا في حزب الاتحاد الوطني للاستقلال.
سنوات من بعد عين في منصب نائب رئيس خلال حكم الرئيس ليفي مواناوازا في أكتوبر 2006م.
خلال الانتخابات التالية التي أجريت تسلم مهام الرئيس مواناوازا بعد الوعكة الصحية التي ألمت به في يونيو 2008م.وبعد وفاة مواناوازا عين رئيس للبلاد في أغسطس 2008م.
كمرشح للنظام الحاكم حركة التجمع الحزبي الديمقراطي، فاز بالانتخابات الرئاسية التي أجريت في أكتوبر 2008م.

## حياته
ولد باندا في مدينة ميكو، إقليم كواندا، رودسيا الجنوبية والتي تعرف حاليا بزيمبابوي،قدم والداه من رودسيا الشمالية بحثًا عن العمل بعد ولادته مباشرة، بعدما كبرا ودخل للمدرسة فصلته الكنيسة الألمانية التي كانت تتبع لسلطة الاحتلال الألماني في البلاد غير أن بعد تدخل عائلة نايك تمكن من العودة إلى المدرسة.
انخرط في السياسة في شبابه بعد انضمامه لمنظمة شبابية تتبع حزب الاتحاد الوطني للاستقلال عام 1960م.في عام 1966 تزوج من الأنسة هوب موانزا ماكولو والتي أنجبت له ثلاثة أبناء، كما أن له ولدين أخرى ن من علاقة سابقة.
في عام 1960 شغل منصب ممثل لحزب الاتحاد الوطني للاستقلال في شمال أوروبا، وفي عام 1965 عين كسفير لزامبيا في مصر (الجمهورية العربية المتحدة).خلال وجوده بالقاهرة تعرف على زعيم اليونيتا جوناس سافيمبي والذي من خلال هذه العلاقة فتح مكتب لليونيتا في لوساكا.
في السابع من أبريل 1967م عين كسفيرا لزامبيا في الولايات المتحدة الأمريكيةحيث أنه بقي في هذا المنصب لمدة عامين من ثم عاد لزامبيا ليعين كرئيس تنفيذي لشركة التنمية الريفية ومن ثم كمدير عام لشركة التسويق الزراعي الوطنية لنفس المدة تقريبًا ومن ثم عين كممثل دائم في الأمم المتحدة وبعد حوالي العام عاد إلى زامبيا ليعين كوزيرا للشؤون الخارجية.خلال مهمته القصيرة كوزير خارجية زامبيا بين عامي 1975 و 1976م ساهم بشكل فعال في إنهاء الحرب الأهلية التي كانت تعصف بأنغولا.

## سياسته
شغل منصب عضو في البرلمان ممثلا لمنطقة مونالي عام 1978م وأعيد انتخابه لهذا المنصب عام 1983م.بعد خسارته في الانتخابات التشريعية لعام 1988 انقطع لفترة قصيرة عن السياسة ومن ثم عين كوزيرا للمناجم.
عام 1991 هزم بالانتخابات التشريعية كمرشح لحركة التجمع الحزبي الديمقراطي عن منطقة مونالي من طرف منافسه رونالد بينزا.
في سبتمبر 2006 وبعد إعادة انتخاب الرئيس ليفي مواناوازا تم تعينه كنائب للرئيس في 9 أكتوبر 2006م.وهو بهذا أصبح أول مواطن من شرق البلاد يحظى بهذا المنصب الرفيع.
خسر انتخابات الرئاسة الزامبية في سبتمبر 2011 وتبعه في رئاسة زامبيا مايكل ساتا.

## الوصلات الخارجية
- روبيا باندا على موقع الموسوعة البريطانية (الإنجليزية)
- روبيا باندا على موقع مونزينجر (الألمانية)